# Maxime Brunerie
Pour les articles homonymes, voir Brunerie.
Maxime Brunerie, né le 21 mai 1977 à Évry (Essonne), est un militant d'extrême droite français. Il est l’auteur d'une tentative d'assassinat sur le président de la République française Jacques Chirac, lors du défilé militaire du 14 juillet 2002 à Paris.

## Biographie

### Situation personnelle
Né à Évry (Essonne), Maxime Brunerie est le fils d'une informaticienne adhérente au RPR et d'un père salarié de l’aéronautique et guitariste dans un groupe de rock. Il s’entend mal avec sa famille, a une vie sociale limitée et souffre d’un cancer des ganglions.

### Engagement à l’extrême droite
À l’adolescence, Maxime Brunerie devient un militant d'extrême droite habitué de la tribune du Kop de Boulogne du PSG. Il participe à plusieurs manifestations néonazies organisées par le Parti nationaliste français et européen (PNFE). Par ailleurs, il fréquente le milieu du rock identitaire français et contribue à la diffusion de certains disques en Île-de-France pour le compte du label « Bleu Blanc Rock ».
Membre du Mouvement national républicain (MNR), il se présente en septième position sur la liste de ce parti aux élections municipales de 2001 dans le 18e arrondissement de Paris. Il est également proche du mouvement nationaliste-révolutionnaire Unité radicale.

### Attentat contre Jacques Chirac

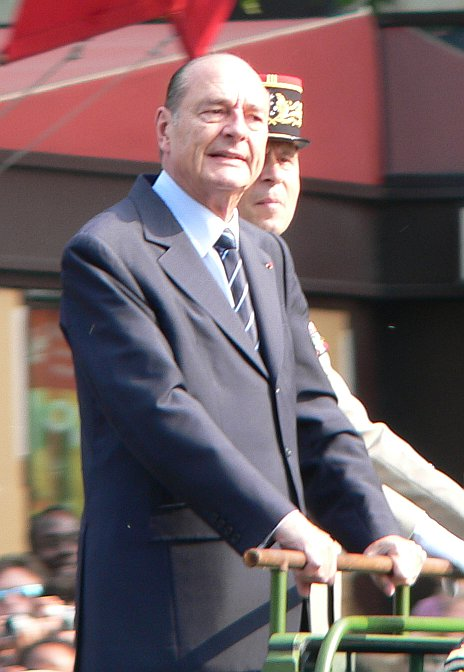
Le président Jacques Chirac lors du défilé militaire du 14 juillet 2006.

En juillet 2002, alors qu’il est âgé de 25 ans et qu’il vient de subir une déception sentimentale, il prend la décision d'assassiner le président de la République française, Jacques Chirac, afin de devenir célèbre. Il laisse un message sur le forum internet du groupe néonazi Combat 18 : « Regardez la télévision dimanche, la star ce sera moi. Mort au ZOG ! 88 ! » Décidé à mourir, il vide ses comptes bancaires et offre des cadeaux.
Au défilé militaire du 14 Juillet, peu avant 10 heures, présent dans la foule à l'angle de l'avenue de Friedland, il sort une carabine .22 Long Rifle, cachée dans l'étui à guitare électrique de son père. Il tire alors un coup en direction du command car sur lequel se tient Jacques Chirac, qui vient de quitter la place Charles-de-Gaulle et s'engage dans la traditionnelle descente de l’avenue des Champs-Élysées, en direction de la tribune de la place de la Concorde. Mais Brunerie rate sa cible et retourne l’arme contre sa gorge. Des spectateurs le plaquent alors au sol, avant que les forces de l’ordre ne l’interpellent,.

### Enquête et condamnation
Après avoir été déclaré pénalement irresponsable par les experts psychiatriques, Maxime Brunerie est interné. Il est finalement incarcéré le 2 août 2002.
Selon les Renseignements généraux, insatisfait, il avait « l'impression d'avoir fait le tour de l'extrême droite ». Il a alors décidé, sans être guidé ni aidé par un quelconque groupe ou individu, de commettre un acte devant marquer les esprits. Sans vie sentimentale, Maxime Brunerie était victime d'un profond mal-être et souhaitait en finir avec la vie, après avoir échoué à trouver sa voie dans l'action politique.
Le 10 décembre 2004, à l’issue d’un procès sans victime sur le banc de la partie civile, il est condamné à dix ans d’emprisonnement, la cour d’assises de Paris l'estimant responsable de ses actes sur la foi d'examens psychiatriques. Il semblerait après analyse qu'il n'eût pas voulu assassiner Jacques Chirac, mais qu'il rêvait d'une mort glorieuse, en étant abattu par le GIGN. Lors du procès, il déclare que Jean-Marie Le Pen aurait été une meilleure cible.
Unité radicale, dont il était proche mais pas adhérent, est dissoute à la suite de sa tentative d'assassinat.
Maxime Brunerie est libéré le 3 août 2009 du centre de détention de Val-de-Reuil (Eure), à l’issue de sept ans de détention.

### Après la libération
Dans un entretien accordé à Europe 1 en septembre 2009, il déclare avoir « complètement pété les plombs » en 2002 et souhaiter maintenant aller de l'avant. Au Journal du dimanche en 2019, il affirme « regretter » son acte. Il crée la polémique et un bad buzz en 2011 autour du Prix des Savoirs, créé par la romancière et critique littéraire Laurence Biava, en étant membre du Jury du Prix, cette année-là.
Après avoir passé un BTS de comptabilité-gestion en prison et travaillé pendant un an en tant que responsable des ressources humaines à la mairie de Courcouronnes (Essonne), il crée son entreprise d'achat-vente de livres anciens et de collection,. Il est condamné à trois mois de prison avec sursis en octobre 2018 pour des violences sur sa compagne en 2012-2013 à Gennevilliers, le procureur jugeant cependant « difficile d'établir les faits » dans cette relation « tumultueuse ».
Dans son autobiographie Une vie ordinaire : je voulais tuer Jacques Chirac (2011), il affirme s'être éloigné de tout militantisme politique. Il se définit comme un « conservateur catho et réac », partisan de « l'ordre et la nation » mais être paradoxalement « le premier à foutre le bordel et à provoquer ». Il critique le terroriste norvégien d’extrême droite Anders Behring Breivik pour sa préméditation criminelle et son caractère « froid, inhumain et sans remords ». Yasmina Reza pose alors une option pour adapter son roman au cinéma.
En juillet 2011, il effectue une demande d'adhésion au Mouvement démocrate (MoDem), dont il loue le caractère « pragmatique et réaliste », mais le président du parti centriste, François Bayrou, lui oppose une fin de non-recevoir. En octobre 2011, il apporte son soutien à Ségolène Royal dans le cadre de la primaire socialiste. En 2013, il participe aux manifestations contre le mariage pour tous aux côtés du mouvement du Printemps français. En 2021, il participe à Paris aux manifestations contre la dissolution du collectif d'extrême droite Génération identitaire.

## Publications
- Avec Christian Rol, préface de Christophe Bourseiller, Une vie ordinaire : Je voulais tuer Jacques Chirac, Paris, Éditions Denoël, coll. « Impacts », 2011, 224 p.  (ISBN 978-2-207-11120-8).
- Avec Christian Rol, Même pas mal (récit), auto-édité en 2018 chez Amazon  (ISBN 1790849667)[10].

En 2011, il doit publier dans la revue Bordel de Stéphane Million Éditeur une nouvelle qui est finalement retirée. Il déclenche une polémique l’année suivante, en 2012, en participant au jury d'un prix littéraire créé par Laurence Biava ; le lauréat refuse le prix et la cérémonie de remise est annulée.

### Documentaire télévisé
- L'homme qui a voulu tuer le Président, diffusé en 2002-2003 dans l’émission Secrets d'actualité sur M6, puis le 24 juin 2009 dans Enquêtes criminelles : le magazine des faits divers sur W9.